# Prefektura Fukui

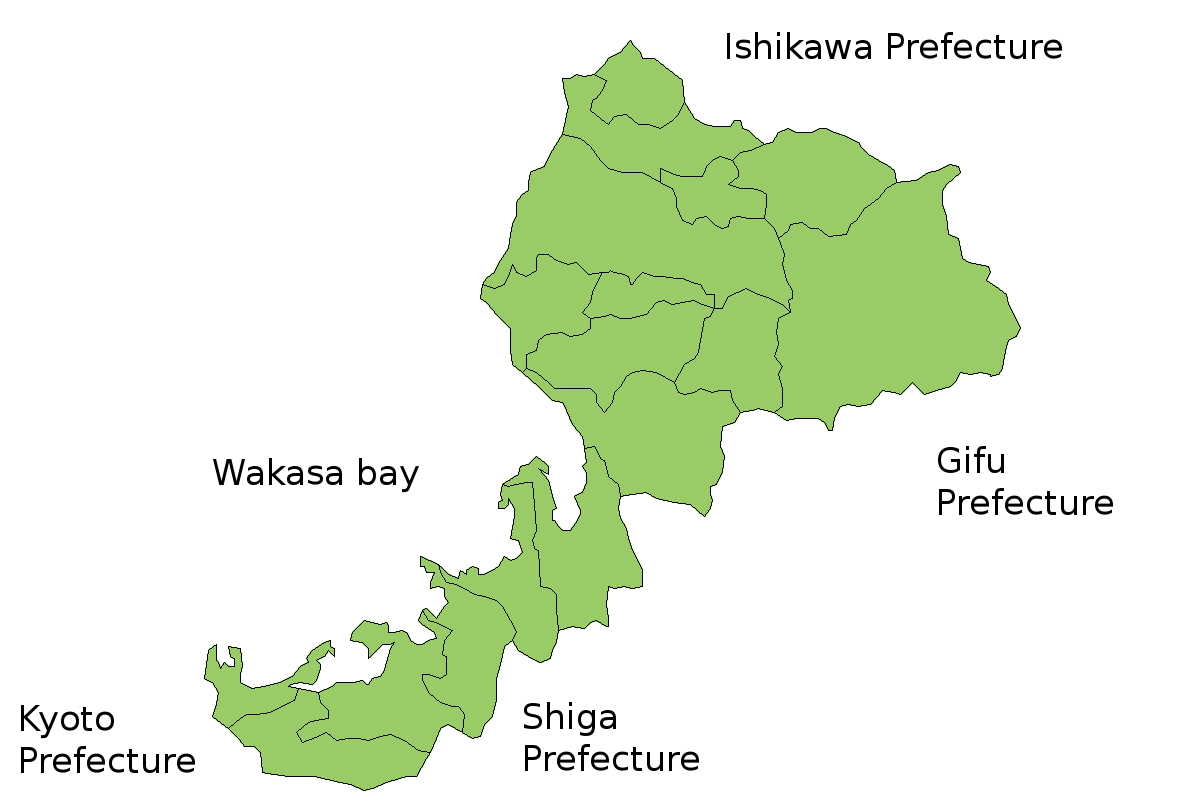
Mapa prefektury Fukui

Prefektura Fukui (japonsky: 福井県, Fukui-ken) je jednou ze 47 prefektur Japonska. Nachází se v regionu Čúbu na ostrově Honšú. Hlavním městem je Fukui.
Prefektura má rozlohu 4 188,99 km² a v roce 2005 měla 821 589 obyvatel.

## Paleontologický výzkum
Od 90. let 20. století je tato prefektura místem bohatým na objevy dinosauřích zkamenělin. Tomu odpovídají i názvy odtud popsaných taxonů, jako je Fukuiraptor, Fukuivenator, Fukuititan apod.

## Geografie

### Města
V prefektuře Fukui je 9 velkých měst (市, ši):
| - Awara (あわら) - Curuga (敦賀) - Ečizen (越前) - Fukui (福井, hlavní město) - Kacujama (勝山) - Obama (小浜) - Óno (大野) - Sabae (鯖江) - Sakai (坂井) |